# Hipolit Jan Lipiński
Hipolit Jan Lipiński, OFM (ur. 3 grudnia 1937 w Ciecholewach) – polski franciszkanin, doktor teologii, były prowincjał Prowincji Wniebowzięcia NMP Zakonu Braci Mniejszych w Katowicach oraz Prowincji Św. Franciszka z Asyżu w Poznaniu.
Ojciec Lipiński wstąpił do zakonu franciszkanów prowincji Wniebowzięcia NMP w Katowicach w 1954. Po rocznym nowicjacie studiował w latach 1957-1963 filozofię i teologię w Wyższym Seminarium Duchownym Braci Mniejszych w Katowicach. Święcenia kapłańskie przyjął 26 czerwca 1963 w Panewnikach. Następnie kontynuował studia w Papieskim Studium Życia Wewnętrznego w Warszawie oraz w rzymskim Antonianum, uzyskując stopień doktora teologii w 1974. Po powrocie do Polski podjął pracę naukowo-dydaktyczną w seminarium swojej macierzystej prowincji zakonnej. Prowadził wykłady z teologii duchowości i kierownictwa duchowego.
Na kapitule prowincjalnej w 1989  wybrany został prowincjałem. Z funkcji tej zrezygnował w 1991 w związku z utworzeniem nowej Prowincji Św. Franciszka w Poznaniu. Decyzją generała zakonu o. Johna Vaughna został mianowany jej pierwszym prowincjałem. Urząd ten pełnił do 1994.
O. Lipiński był również wykładowcą Międzyzakonnego Studium Duchowości w Zakroczymiu i Wyższego Seminarium Duchownego Bł. Jana Dunsa Szkota we Wronkach.

## Publikacje naukowe
- Wytyczne humanizmu chrześcijańskiego w świetle konstytucji duszpasterskiej o Kościele w świecie współczesnym, Rzym 1968
- Rapporti fondamentali tra la Regola di San Francesco e la legislazione dei Frati Minori nel secolo XIII, Rzym 1974
- Nowa interpretacja ubóstwa, posłuszeństwa i pokory życia w duchu św. Franciszka, "Śląskie Studia Historyczno-Teologiczne" 10/1977, 159-168
- Zasadnicze idee duchowości św. Franciszka i aktualność franciszkańskiej drogi, "Śląskie Studia Historyczno-Teologiczne" 10/1977, 169-175
- Bibliografia obejmująca nowe i najnowsze piśmiennictwo o św. Franciszku, "Śląskie Studia Historyczno-Teologiczne" 10/1977, 177-182
- Element jednoczący w filozofii i teologii franciszkańskiej ze szczególnym uwzględnieniem myśli Jana Dunsa Szkota, "Studia Franciszkańskie", t. III, Poznań 1988, 89-95